# Biskra
Biskra  (arapski بسكرة ; berberski:  Tibeskert) je grad u Alžiru i sjedište provincije Biskra. Godine 2007. je imao 207.987 stanovnika.
U rimsko doba je bio poznat kao Vescera.  Rimljani su ga osvojili oko 200. u doba cara Septimija Severa kada je bio pripojen provincija Numidija. Otada je važan kao granično uporište svih država koje su vladale Alžirom. Povjesničari vjeruju da je njegovo ime vulgarizirani oblik izraza Ad Piscīnam ("na piscīni"), što je sugeriralo značajne kanale za navodnjavanje i vodovod.
Biskra predstavlja glavno naselje saharske oaze kojoj vodu daje obljižni Oued Biskra. Željeznicom je spojen s drugim dijelovima Alžira te predstavlja omiljeno zimovalište. U blizini se uzgaja voće, posebno datulje i masline.
Mađarski skladatelj Béla Bartók je posjetio Biskru i tamo 1913 snimao glazbu tamošnjih domodrodaca.
Biskra je poznata kao mjesto radnje Amoralista, romana Andre Gidea iz 1902.
| Godina | Stanovništvo                  |
| ------ | ----------------------------- |
| 1901   | 7.500                         |
| 1911   | 20.000                        |
| 1926   | 22.000                        |
| 1931   | 18.900                        |
| 1936   | 21.300                        |
| 1948   | 36.400                        |
| 1954   | 52.500                        |
| 1966   | 59.300                        |
| 1977   | 77.000 (grad) 90,500 (općina) |
| 1987   | 128,300                       |
| 1998   | 177,600                       |

## Vanjske poveznice
- (fr.) Prvi website Biskre
- (fr.) Stare fotografije Biskre
- (fr.) Webstranica o Biskri

Sestrinski projekti
|  | Zajednički poslužitelj ima još gradiva o temi Biskra |